# Frapelle
Frapelle là một xã, nằm ở tỉnh Vosges trong vùng Grand Est của Pháp. Xã này có diện tích kilômét vuông, dân số năm 1999 là người. Xã này nằm ở khu vực có độ cao trung bình m trên mực nước biển.

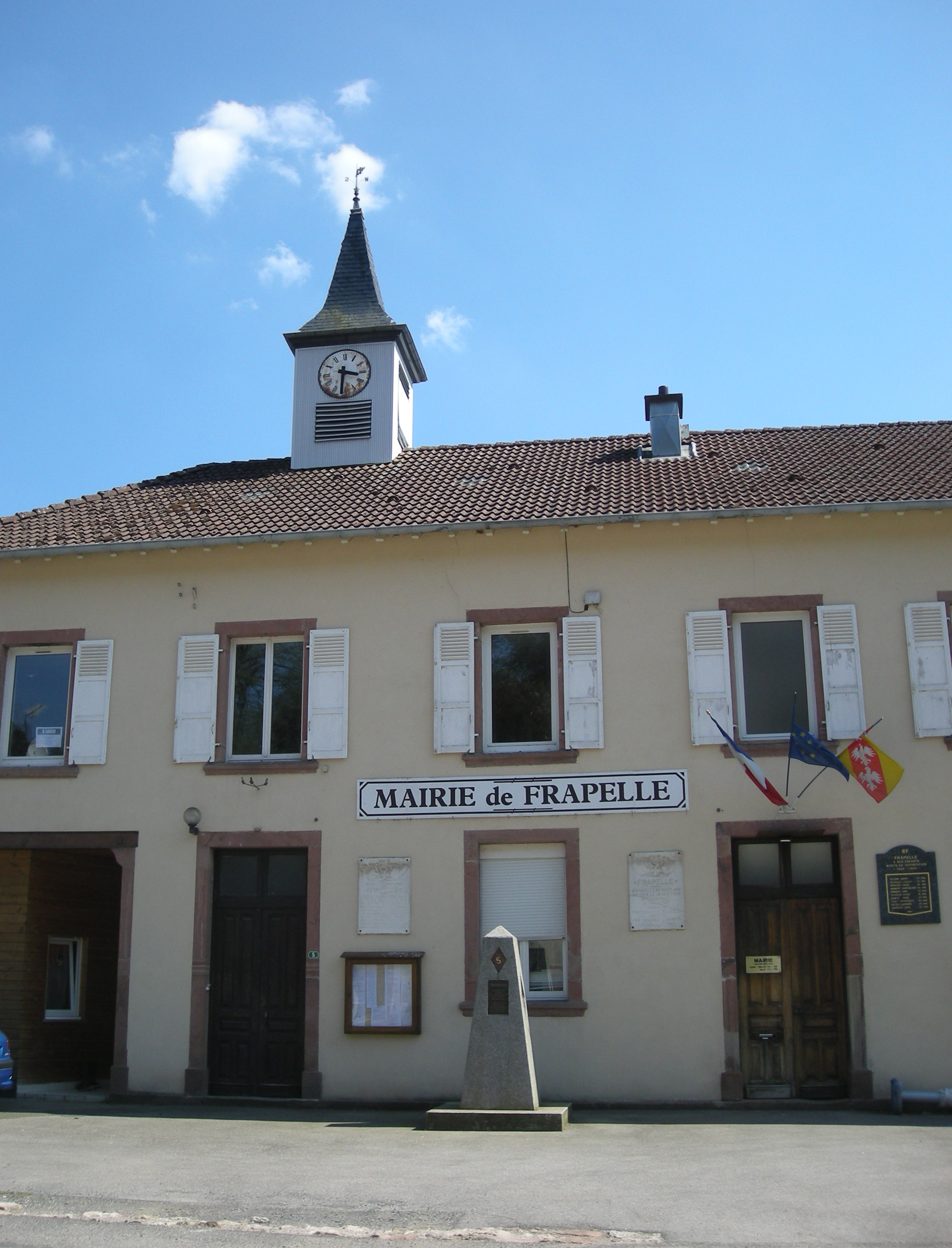
Tòa thị chính

## Biến động dân số
| 1962                                         | 1968 | 1975 | 1982 | 1990 | 1999 | 2008 |
| -------------------------------------------- | ---- | ---- | ---- | ---- | ---- | ---- |
| 162                                          | 183  | 183  | 203  | 231  | 209  | 209  |
| Số liệu từ năm 1962: Dân số không tính trùng |      |      |      |      |      |      |